# Imogolita
La imogolita es un mineral de la clase de los filosilicatos, del grupo llamado minerales de la arcilla. Fue descubierta en 1962 en la prefectura de Kumamoto, dentro de la región de Kyūshū (Japón), siendo nombrada por la palabra japonesa imogo, nombre que se le da al suelo de ceniza volcánica amarillo-marrón en el cual se encontró.

## Características químicas
Es un silicato de aluminio hidratado, del tipo arcilla, relacionado con la alofana.
Las partículas microscópicas que lo forman tienen una morfología de finos tubos de 20 ángstroms de diámetro.

## Formación y yacimientos
Componente de amplia distribución de los suelos formados a partir de la acumulación de ceniza volcánica, donde se forma como mineral secundario a partir de la descomposición por la humedad de dicha ceniza. También puede aparecer en otros ambientes de formación.
Suele encontrarse asociado a otros minerales como: alofana, cuarzo, cristobalita, gibbsita, vermiculita o limonita.